# Charles Grey, I conte Grey
Charles Grey (Howick, ottobre 1729 – Howick, 14 novembre 1807) fu uno dei più importanti generali britannici del XVIII secolo.

## Biografia
Era figlio di Sir Henry Grey, I baronetto Grey di Howick e Hannah Wood. Essendo il terzo figlio maschio, Grey non era destinato ad ereditare titoli e terre paterne pertanto iniziò la carriera militare. Nel 1744, grazie al supporto finanziario del padre, Grey acquisì l'incarico di vessillo nel sesto reggimento di fanteria. Venne mandato in Scozia per sopprimere la Insurrezione giacobita del 1745. Dopo quella vittoria, il sesto reggimento trascorse alcuni anni a Gibilterra.
Nel dicembre del 1752 Grey divenne luogotenente del reggimento. Nel marzo del 1755 creò una nuova indipendente compagnia e ne divenne capitano. Due mesi dopo divenne capitano del ventesimo reggimento di fanteria anche chiamato East Devonshire Regiment (e più tardi Lancashire Fusiliers), in cui James Wolfe prestò servizio come luogotenente colonnello. Nel 1757, mentre si trovava col reggimento di Wolfe, Grey partecipò senza successo all'attacco di Rochefort.

### Guerra dei sette anni
Nella Guerra dei sette anni, Grey prestò servizio come aiutante del personale del duca Ferdinando di Brunswick-Wolfenbüttel ed il 1º agosto 1759 fu ferito a Minden. Il 14 ottobre 1760 comandò una piccola compagnia nella battaglia di Campen, dove rimase di nuovo ferito. Un anno dopo, come Luogotenente Colonnello della 98ª fanteria, partecipò alla cattura di Belle Île, sulla costa della Bretagna. Nel 1762 partecipò alla battaglia di Havana ed in seguito entrò nell'esercito del conte Guglielmo di Schaumburg-Lippe durante l'invasione spagnola del Portogallo (1762). Nel 1763 si ritirò a mezza paga ma nel 1772 ricevette una promozione a colonnello e divenne aiutante da campo di Giorgio III del Regno Unito.

### Guerra d'indipendenza americana
Durante la guerra d'indipendenza americana Grey divenne il capo dell'esercito che ottenne più successi. Fu rapidamente promosso diventando Generale Maggiore nel 1777 e comandò la terza brigata nella battaglia di Brandywine. Si guadagnò il soprannome di "No-flint Grey" in seguito alla battaglia di Paoli avvenuta di notte nel 1777. Comandò la terza brigata anche nella battaglia di Germantown e in quella di Monmouth.
Il 5 e 6 settembre 1778 guidò gli assalti a New Bedford distruggendo quasi tutti i mezzi di trasporto e bruciando le case del paese. A Martha's Vineyard, tra il 10 ed il 15 settembre, i britannici sequestrarono tutte le pecore, i maiali e bestiame che trovarono con la promessa che avrebbero pagato a New York. Grey poi usò la stessa tattica a Paoli nel Massacro di Baylor.
Venne richiamato in Inghilterra e divenne cavaliere dell'ordine del Bagno e luogotenente generale. Più tardi venne anche nominato comandante in capo delle truppe britanniche in America ma le ostilità finirono prima che potesse prendere il comando.

### Guerre con la Francia rivoluzionaria
In occasione delle Guerre rivoluzionarie francesi, nel 1793 Sir Charles Grey fu nominato comandante della spedizione nell'ovest indiano. Dapprima, tuttavia, venne mandato a Ostenda per partecipare agli aiuti per Nieuwpoort, in Belgio.
Nel 1794 Grey e l'ammiraglio Sir John Jervis guidarono le forze britanniche per conquistare Martinica. La compagnia rimase circa sei mesi riuscendo a prendere Fort Royal e Fort Saint Louis il 22 marzo e Fort Bourbon due giorni dopo. I britannici poi occuparono Martinica fino al Trattato di Amiens col quale l'isola tornò ai francesi nel 1802.
Successivamente Grey fu coinvolto nell'invasione di Guadalupe.
Tra il 1797 ed il 1807 il generale mantenne l'incarico di Governatore di Guernsey, nelle isole Channel.

### Ultimi anni
alla fine del 1794 tornò in Inghilterra. Dal 1798 ricoprì l'incarico di Commander of the Southern District, dando poi le dimissioni nel 1799. Come riconoscimento del suo servizio, venne innalzato a titolo di pari nel gennaio del 1801 divenendo barone Grey di Howick nella contea di Northumberland. Nel 1806 venne elevato a conte Grey e visconte Viscount Howick. Morì l'anno successivo all'età di 78 anni.

## Famiglia
Nel 1762 sposò Elizabeth Grey (1744–1822), figlia di George Grey di Southwick (1713–1746). Dall'unione nacquero:
- Lady Elizabeth Grey (1765–1846), che sposò Samuel Whitbread;
- Charles Grey, II conte Grey (1764–1845) statista britannico e primo ministro. Sposò Mary Elizabeth Ponsonby;
- Henry George Grey (1766–1845), colonnello, che sposò Charlotte Des Voeux (1789–1882);
- Sir George Grey, I baronetto di Fallodon (1767–1828), primo baronetto di Fallodon e capitano. Sposò Mary Whitbread;
- William Grey (1777–1817), colonnello, sposò Maria Shirreff;
- Edward Grey (1782–1837), vescovo di Hereford. Sposò prima Elizabeth Croft, poi Elizabeth Adair e dopo Eliza Innes;
- Lady Hannah Althea Grey (1785–1832), sposò George Edmund Byron Bettesworth.

I coniugi Grey inoltre allevarono Eliza Courtney, figlia illegittima di loro figlio Charles nata dalla relazione con Georgiana, duchessa di Devonshire.
Tra i discendenti di Charles Grey si annoverano i primi ministri Anthony Eden ed Alec Douglas-Home, e Lady Diana Spencer, principessa di Galles.

## Ascendenza
|                            |             |                   | Genitori     |  |  | Nonni |  |  | Bisnonni  |  |  | Trisnonni   |  |
|                            |             |                   |              |  |  |       |  |  | John Grey |  |  | Edward Grey |  |
|                            |             |                   |              |  |  |       |  |  | John Grey |  |  | Edward Grey |  |
|                            |             | Catherine Fenwick |              |  |  |       |  |  | John Grey |  |  |             |  |
| John Grey                  |             |                   |              |  |  |       |  |  | John Grey |  |  |             |  |
|                            |             | Dorothy Lisle     | Edward Lisle |  |  |       |  |  |           |  |  |             |  |
|                            |             | Dorothy Lisle     | Edward Lisle |  |  |       |  |  |           |  |  |             |  |
|                            |             | Dorothy Lisle     | Mary Forster |  |  |       |  |  |           |  |  |             |  |
| Henry Grey, I baronetto    |             | Dorothy Lisle     |              |  |  |       |  |  |           |  |  |             |  |
|                            |             | James Pearson     | …            |  |  |       |  |  |           |  |  |             |  |
|                            |             | James Pearson     | …            |  |  |       |  |  |           |  |  |             |  |
|                            |             | James Pearson     | …            |  |  |       |  |  |           |  |  |             |  |
| Margaret Pearson           |             | James Pearson     |              |  |  |       |  |  |           |  |  |             |  |
|                            |             | …                 | …            |  |  |       |  |  |           |  |  |             |  |
|                            |             | …                 | …            |  |  |       |  |  |           |  |  |             |  |
|                            |             | …                 | …            |  |  |       |  |  |           |  |  |             |  |
| Charles Grey, I conte Grey |             | …                 |              |  |  |       |  |  |           |  |  |             |  |
|                            | Thomas Wood | Thomas Wood       |              |  |  |       |  |  |           |  |  |             |  |
|                            | Thomas Wood | Thomas Wood       |              |  |  |       |  |  |           |  |  |             |  |
|                            | Thomas Wood | Elizabeth Gray    |              |  |  |       |  |  |           |  |  |             |  |
| Thomas Wood                | Thomas Wood |                   |              |  |  |       |  |  |           |  |  |             |  |
|                            |             | Mary Armorer      | …            |  |  |       |  |  |           |  |  |             |  |
|                            |             | Mary Armorer      | …            |  |  |       |  |  |           |  |  |             |  |
|                            |             | Mary Armorer      | …            |  |  |       |  |  |           |  |  |             |  |
| Hannah Wood                |             | Mary Armorer      |              |  |  |       |  |  |           |  |  |             |  |
|                            |             | Christopher Cooke | …            |  |  |       |  |  |           |  |  |             |  |
|                            |             | Christopher Cooke | …            |  |  |       |  |  |           |  |  |             |  |
|                            |             | Christopher Cooke | …            |  |  |       |  |  |           |  |  |             |  |
| Jane Cooke                 |             | Christopher Cooke |              |  |  |       |  |  |           |  |  |             |  |
|                            |             | Hannah Hauxworth  | …            |  |  |       |  |  |           |  |  |             |  |
|                            |             | Hannah Hauxworth  | …            |  |  |       |  |  |           |  |  |             |  |
|                            |             | Hannah Hauxworth  | …            |  |  |       |  |  |           |  |  |             |  |
|                            |             | Hannah Hauxworth  |              |  |  |       |  |  |           |  |  |             |  |